# سمیر قربان‌اف
سمیر قربان‌اف (ترکی آذربایجانی: Samir Qurbanov؛ زادهٔ ۱۲ مارس ۲۰۰۱) بازیکن فوتبال است.
وی همچنین در تیم‌های ملی فوتبال زیر ۱۷ سال جمهوری آذربایجان و زیر ۱۹ سال جمهوری آذربایجان بازی کرده‌است.